# Styletta ewardurskae
Styletta ewardurskae är en tvåvingeart som beskrevs av Ronald Henry Lambert Disney 1990. Styletta ewardurskae ingår i släktet Styletta och familjen puckelflugor.
Artens utbredningsområde är Polen. Inga underarter finns listade i Catalogue of Life.